# الجنادب (المسيمير)

تعديل مصدري - تعديل

الجنادب هي إحدى قرى عزلة المسيمير بمديرية المسيمير التابعة لمحافظة لحج، بلغ تعداد سكانها 96 نسمة حسب تعداد اليمن لعام 2004.